# Serhij Teriochin
Serhij Anatolijowycz Teriochin, ukr. Сергій Анатолійович Терьохін (ur. 29 września 1963 w Kijowie) – ukraiński polityk i ekonomista, deputowany, w 2005 minister gospodarki.

## Życiorys
Z wykształcenia ekonomista i filolog angielski, ukończył studia na Uniwersytecie Kijowskim. Pracował jako ekonomista i w administracji państwowej. W latach 1992–1993 był wiceministrem gospodarki, później do 1994 dyrektorem funduszu zajmującego się wspieraniem reform. W 1994 wybrany po raz pierwszy na deputowanego do Rady Najwyższej. Od 1997 był jednym z liderów partii Reformy i Porządek. W 1998 uzyskał poselską reelekcję, w 2002 utrzymał mandat z listy Bloku Nasza Ukraina. W rządzie Julii Tymoszenko od lutego do września 2005 pełnił funkcję ministra gospodarki.
Po odwołaniu przeszedł do Batkiwszczyny. W wyborach w 2006 i 2007 ponownie uzyskiwał mandat deputowanego do Rady Najwyższej z listy Bloku Julii Tymoszenko, a w 2012 z ramienia Batkiwszczyny. W parlamencie zasiadał do 2014.